# Mellenberg (Berg)
Der Mellenberg im Hamburger Stadtteil Volksdorf ist mit 63,3 m ü. NHN (laut dem Amtlichen Stadtplan von Hamburg 1:20.000 und der Topografischen Karte 1:25.000, in der Deutschen Grundkarte 1:5.000 nur 63 m ü. NHN) die höchste natürliche Erhebung im Bezirk Wandsbek und im ganzen Hamburger Norden. Er hat eine runde Form, die sich rund zwölf Meter über das umliegende Gelände erhebt, und ist eine weichseleiszeitliche Satzendmoräne, die in der Gabelung zwischen der Volksdorfer und der Meiendorfer Gletscherzunge entstand. Vom Geologischen Landesamt Hamburg wurde er als Geotop ausgewiesen.
Der Berg liegt am Ostende des Volksdorfer Waldes und ist baumbestanden. Er kann über einige Wanderwege erreicht werden. Im 20. Jahrhundert wurde auf dem Berg ein Aussichtsturm errichtet, der heute nicht mehr existiert. Außerdem wurde 1925 am Mellenberg ein Denkmal aus Terrakotta aufgestellt, das die Namen der 48 Volksdorfer nannte, die im Ersten Weltkrieg fielen; es wurde jedoch 1945 zerstört.
Drei Straßen sind nach dem Berg benannt: 1903 der Mellenbergweg, 1950 der Mellenbergstieg und 1986 der Mellenbergkamp, die alle in seiner unmittelbaren Umgebung liegen. 

## Nachweise
1. ↑  Digitaler Atlas Nord
2. ↑  Geoportal auf Geo-Online Hamburg
3. ↑  Behörde für Stadtentwicklung und Umwelt Hamburg: Mellenberg auf hamburg.de, abgerufen am 13. Dezember 2015.
4. ↑  Josef Nyary: Mellenberg: Campingplatz der Steinzeitjäger In: Hamburger Abendblatt vom 9. Oktober 2012, abgerufen am 13. Dezember 2015.
5. ↑  Horst Beckershaus: Die Hamburger Straßennamen – Woher sie kommen und was sie bedeuten. 6. Auflage. CEP Europäische Verlagsanstalt, Hamburg 2011, ISBN 978-3-86393-009-7.